# Irmin Schmidt
Irmin Schmidt, född 29 maj 1937 i Berlin, Tyskland, är en tysk keyboardist och kompositör som är känd för sitt medlemskap i den tyska experimentella gruppen Can.
Innan tiden i Can studerade han för Karlheinz Stockhausen. Som medlem i Can medverkade han på alla gruppens album från debuten med Monster Movie 1969 fram till 1979 års självbetitlade Can. Han medverkade även vid tillfälliga Can-återföreningar på 1980-talet och 1990-talet. Vidare har Schmidt komponerat ett stort antal soundtracks till tyska filmer och musik till TV-program.
Schmidt har utanför musiken ett stort intresse för matlagning. År 2015 tilldelades Schmidt, sedan länge bosatt i Frankrike, Arts et Lettres-orden.